# Contea di Thomas (Nebraska)
La contea di Thomas (in inglese Thomas County) è una contea dello Stato del Nebraska, negli Stati Uniti. La popolazione al censimento del 2000 era di 729 abitanti. Il capoluogo di contea è Thedford.